# 伊藤真紀
伊藤 真紀（いとう まき、1973年2月1日 - ）は、日本の元AV女優。フェラチオが絶品でカルト的な人気を誇った。
東京都武蔵野市出身。血液型:A型。身長:160cm。スリーサイズ:B85・W58・H86。

## 略歴・人物
- ファッション雑誌のモデルを経て、雑誌「スコラ」のグラビアで初ヌードを披露。
- 1991年に『プリプリ娘の血が騒ぐ』でAVデビュー（ティファニー専属）。
- 1993年に引退。
- 2011年12月、約10年ぶりに10作品収録盤が発売される。
- 2015年11月、4年ぶりに新たに編集を加えた4時間のベスト盤が発売される。

## 出演作品

### アダルトDVD
- 殿堂入り＃06 伊藤真紀ベスト 4時間（2015年11月06日、h.m.p）
- 伊藤真紀 8時間 人気10作品収録 マスター再編集版（2011年12月2日、ビデオバンク）

### アダルトビデオ
撮りおろし作品
- プリプリ娘の血が騒ぐ （1991年10月23日、ティファニー）　※デビュー作
- 星の数ほどエッチして! （1991年11月24日、ティファニー）
- ハマッチョバナナ プリプリ娘はお固いのがお好き （1991年12月21日、ティファニー）
- 栗とリスまでも いとしのゼリー （1992年2月16日、ティファニー）
- うまい棒をくわえん坊 濃縮ミルクを私に… （1992年3月7日、ティファニー）
- 私のアソコはうまいっしょ （1992年4月21日、ティファニー）
- いくなら耐えねば! （1992年5月15日、ティファニー）
- くいこめ!青春 新体操は濡れながら （1992年7月10日、エイトマン）…共演:岸ゆり
- 落とし穴は濡れていた （1992年7月31日、エイトマン）…共演:藤本聖名子
- スケベッ子純情 愛と青春の朝立ち （1992年8月22日、ティファニー）
- 時には獣のように 〜情欲の裏窓〜 （1992年9月14日、エイトマン）…共演:牧原祥子
- プリプリティーウーマン ワイセツ淑女への道 （1992年10月10日、ティファニー）
- 愛欲まみれの天使 （1992年10月12日、ティファニー）
- 配達員は二度ベロを濡らす （1992年11月15日、エイトマン）…共演:柴田はるか
- ナース天国 病院で抜こう! （1993年1月10日、エイトマン）…共演:浅倉舞、早乙女美紀、立野しのぶ、高倉みなみ、沢口梨々子、斉藤あかね
- 花の女子寮ピチピチ物語 （1993年1月10日、エイトマン）…共演:浅倉舞、早乙女美紀、立野しのぶ、桐島ももこ、綾瀬ひとみ、田島さとみ
- とろけるようなHして! 真紀のおねだりFUCK （1993年2月7日、ティファニー）
- 若奥様フルコース みんなで私をむさぼって （1993年3月15日、エイトマン）…共演:高倉みなみ
- 真紀ちゃんのエクスタシー3秒前 （1993年4月4日、ティファニー）
- 真夜中はメスの顔 OL味くらべ （1993年5月15日、エイトマン）…共演:中山アンナ
- レイプっぽいの好き! （1993年6月8日、ティファニー）
- 逆なでられた欲情 牝猫のように愛されて （1993年8月29日、ミスクリスティーヌ）
- おちおち締まるヒマもない （1993年9月14日、エイトマン）…共演:西野美緒
- 口全ワイセツ 15 爆裂 （1993年11月11日、サム）　※引退作

総集編
- 伝説 裸天使アイドル15年史 ムッチリ編 （1996年7月23日、ティファニー）
- 極上べろべろ娘たち2 （1996年11月27日、サム）
- 口全ワイセツスペシャル 怒涛のおしゃぶり列伝 （1998年3月24日、サム）
- 伊藤真紀大全集1 （2001年12月21日、ビデオバンク）
- 口全ワイセツの逆襲 （2002年8月21日、ビデオバンク）
- ラブシネ エイトマン桃色エロ劇場 （2002年11月10日、ビデオバンク）
- 口全ワイセツBEST4時間 総勢42人!!空前舌技コンプリートBOX （2004年7月10日、ビデオバンク）

　他

## 書籍

### 写真集
- Banana Trip （1992年7月25日、大陸書房） - 撮影:伊藤隼也
- BANG! （1992年8月1日、英知出版） - 撮影:西田幸樹

### 雑誌
- オレンジ通信 1992年03月号（表紙）